# Ahmad IV Vira Shah
Ahmad IV Vira Shah fou sultà bahmànida. Va regnar del 1518 al 1521 sense cap autoritat que estava en mans del seu wakil Amir Barid I. El 1497 es va prometre amb la filla de Yusuf Adil Shah, tarafdar de Bijapur i fundador de la dinastia dels adilxàhides de Bijapur. A la mort del seu pare Shihab al-Din Mahmud va ser posat al tron, però deposat per Amir Barid al cap de menys de tres anys i substituït per Ala al-Din Shah.